# Nadrzecze (Bogatynia)
Nadrzecze (niem. Gießmannsdorf) – dawna wieś w Kotlinie Turoszowskiej pod Grzbietem Rybarzowickim, której lokalizacja znajduje się od 1973 roku w granicach miasta Bogatynia, w jego zachodniej części, przy granicy z Niemcami. Nadrzecze zlikwidowano w latach 1950. na skutek rozpudowania o Kopalni Węgla Brunatnego Turów.

## Historia
Dawniej samodzielna wieś i gmina jednostkowa. Od 1945 w Polsce, gdzie ustanowiła gromadę w gminie Opolno Zdrój w powiecie zgorzeleckim w województwie wrocławskim. Przestaje występować w wykazach miejscowości po tym roku, wchłonięta przez wyrobisko Kopalni Węgla Brunatnego Turów.
Obszar po dawnej wsi wszedł wraz z Turoszowem w 1954 roku w skład gromady Zatonie, którą 1 stycznia 1959 przekształcono w statusu osiedle o nazwie Turoszów (obemjujące dotychczasowe wsie Zatonie, Trzciniec, Strzegomice i Turoszów). 1 stycznia 1973 osiedle Turoszów zniesiono, a jego cały obszar (z Nadrzeczem) włączono do Bogatyni.